# Centre d'études acadiennes Anselme-Chiasson
Le Centre d'études acadiennes, depuis le 24 octobre 2008 Centre d'études acadiennes Anselme-Chiasson (CEAAC), est un centre d’archives et de documentation de l’Université de Moncton, au Nouveau-Brunswick, dont le mandat est de rassembler et de conserver en permanence, dans un même endroit, tout le patrimoine documentaire acadien. Afin de faciliter l’accès à la communauté universitaire, aux chercheures et aux chercheurs et au public, le CEAAC doit diffuser et faire rayonner l’histoire et la culture de l’Acadie par l’entremise de ses archives. Le CEAAC continue à documenter la présente réalité et culture acadienne. Dans son mandat, cette institution s’assure aussi d’acquérir, de conserver, de traiter et de faciliter l’accès des archives institutionnelles de l’Université de Moncton. Le Centre possède d’ailleurs la plus vaste collection au monde sur ce sujet.

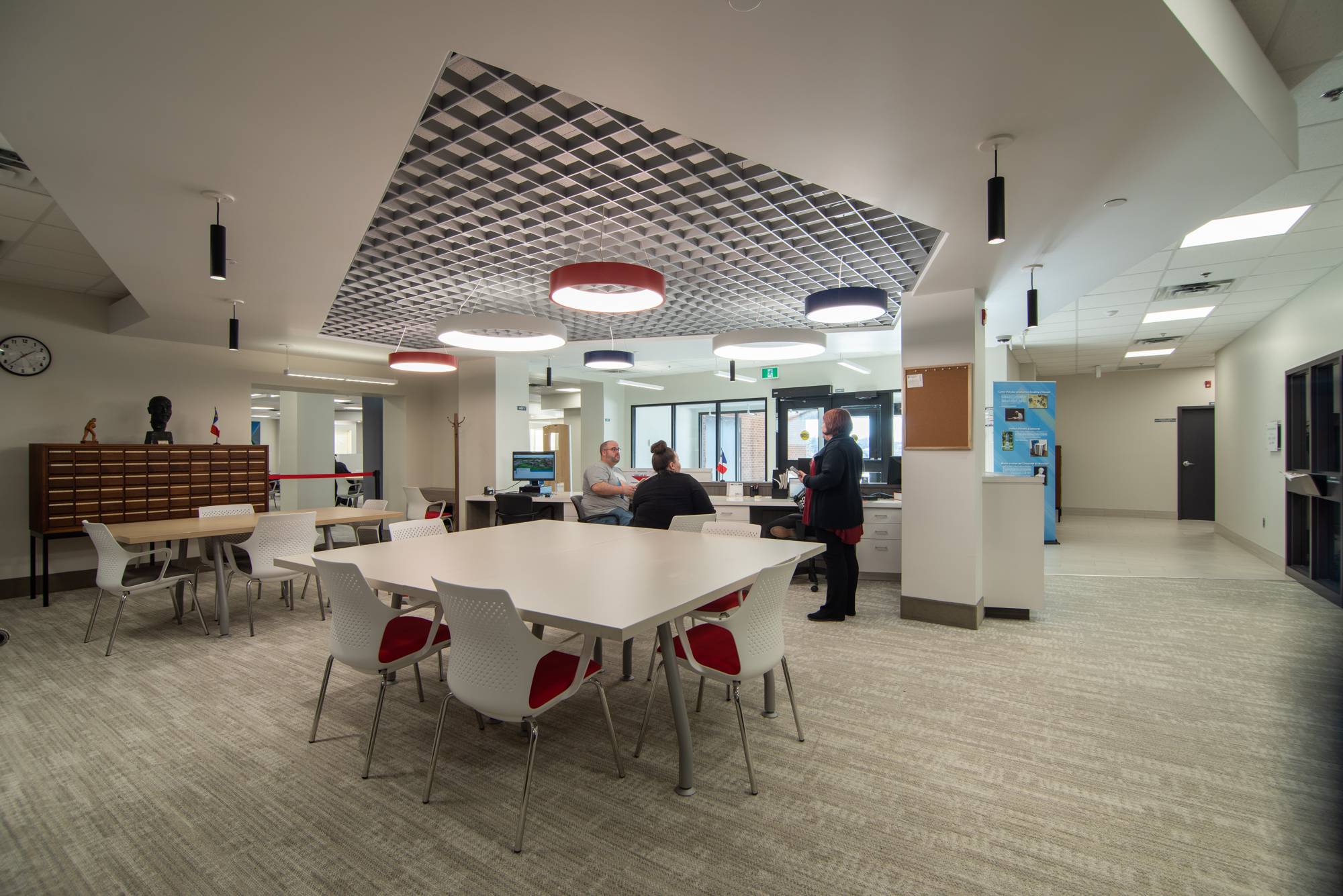
Aire de travail du CEAAC. Crédit de la photo va à Mathieu Léger.

## Fondation
Le Centre d’études acadiennes, fondé en 1968 par le premier recteur de l'Université de Moncton, le père Clément Cormier, est l’héritier d’un centre d'archives acadiennes mis sur pied au Collège Saint-Joseph de Memramcook en 1940 par le père Cormier et le père René Beaudry.
À l’occasion de son quarantième anniversaire de fondation, le Centre d’études acadiennes a pris le nom d’Anselme Chiasson, qui en avait été le premier archiviste, de 1968 à 1974, et le deuxième directeur, de 1974 à 1976.

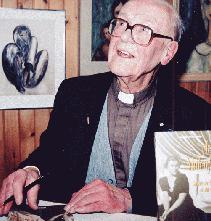
Le père Anselme Chiasson

## Secteurs
Le CEAAC est composé de cinq secteurs :
Archives institutionnelles. Depuis 1989, le CEAAC est dépositaire des archives de l’Université de Moncton. Ce secteur acquiert et traite, sur une base régulière et selon un calendrier de conservation pré-établi, tous les documents inactifs et semi-actifs de chaque unité du Centre universitaire de Moncton. On y conserve également tout le fonds d’archives du Collège Saint-Joseph qui a existé de 1864 à 1972. Dû à la nature confidentielle de certains documents, l’accès aux documents a été conçu en fonction des ententes établies avec les unités. 
Archives privées qui comprend plus de 1 700 fonds privés provenant d'individus et d'institutions ayant à leur manière marqué l'histoire acadienne et révélant différentes facettes de la vie quotidienne des Acadiennes et des Acadiens. Parmi les fonds privés importants, signalons par exemple ceux de Pascal-Poirier, Antonine Maillet, Placide-Gaudet, François-Edme-Rameau de Saint-Père, Société l'Assomption, le journal L'Évangéline, etc. Ce secteur comprend également une collection d'environ 800 cartes géographiques anciennes et récentes, en plus d'une imposante collection de photographies de personnages, de scènes ou d'événements se rapportant à la société acadienne (plus de 80 000 photos).
Bibliothèque comprend plus de 27 000 monographies et brochures de toutes sortes, allant des oeuvres de Champlain et de Nicolas Denys jusqu’aux plus récentes publications d’ouvrages acadiens. On y retrouve également plus de 3 200 microfilms et une centaine d’abonnements courants à divers périodiques et journaux. En plus du quotidien L’Acadie Nouvelle, tous les hebdomadaires acadiens publiés dans les provinces maritimes sont disponibles.
Ethnologie et de folklore qui constituent une section distincte où les documents primaires sont des enregistrements sonores. Depuis 1970, le CEAAC a accumulé près de 1 400 collections, audio et manuscrites, et 4 600 bobines d’enregistrements en provenance de tous les coins de l’Acadie et des petites Cadies. Des inventaires détaillés facilitent la consultation des milliers d’enregistrements qui sont accompagnés de plusieurs milliers de transcriptions textuelles complètes. Les collections couvrent la période des années 1940 à 2000 et renferment des témoignages qui touchent l’histoire orale, la langue, les contes, les chansons, les croyances populaires, les divertissements, les sciences populaires, les mœurs et la culture matérielle des Acadiennes et des Acadiens à travers les époques.
Généalogie qui renferme une grande quantité de sources premières comme les registres paroissiaux et les recensements. Le Centre possède par exemple des copies de tous les registres antérieurs à la dispersion encore disponibles, ainsi que des copies des registres des paroisses acadiennes d'aujourd'hui. Pour combler les lacunes, quand les sources premières font défaut, le Centre dispose de sources secondaires importantes sous forme de livres, revues, brochures, coupures de journaux et des manuscrits généalogiques de grande valeur comme ceux de Placide Gaudet.
Le CEAAC contient aussi deux salles de numérisation, soit une salle de numérisation papier et une salle de numérisation audiovisuelle.

## Lieux
Le CEAAC se situe au niveau 0 de la Bibliothèque Champlain de l'Université de Moncton (415 avenue de l'Université, Moncton, Nouveau-Brunswick, E1A 3E9).